# Ніколо Томмазео
Ніколо Томмазео (італ. Niccolò Tommaseo 9 жовтня, 1802 — 1 травня, 1874) — венеційський та італійський політичний діяч, письменник, літературознавець.

## Біографія
Народився у Далмації. Мав слов'янське походження, хорват Нікола Томашич його первісне прізвище.
Перебрався у Падую, де закінчив Падуанський університет (юридичний факультет). В роки навчання в університеті познайомився з Даніелє Маніном, з котрим в майбутньому буде пов'язаний сумісною політичною діяльністю у Венеції.
Остаточно оселився в Італії, де заробляв на життя літературною діяльністю, мешкав у містах Падуя та Мілан.  З 1827 року перебрався у Флоренцію.
Створив статтю у підтримку національно-визвольної боротьби Греції, що була на той час у складі Турецької імперії. Стаття викликала гнів в уряді Австрійської імперії, у Флоренції ліквідували газету, де працював Томмазео. Вимушено емігрував 1834 року до Парижа, а потім перебрався на острів Корсика, де займався літературознавством.

## Повернення у Італію
Лише 1847 року він отримав дозвіл від уряду Австрійської імперії на повернення у Північну Італію, що належала тоді Австрії, оселився у Венеції. В грудні 1947 року почав пропаганду проти засилля австрійської цензури, створив петицію, почав збирати підписи для її схвалення, робив це відкрито, не порушуючи закону. За доносом був арештований і кинутий у в'язницю, як і Даніелє Манін.

## Республіка святого Марка
Їх звільнили події березневої революції 1848 року. 22 березня 1848 року у Венеції оголосили незалежну від Австрійської імперії республіку святого Марка. Був створений тимчасовий уряд, членом котрого став і Ніколо Томмазео. Він отримав посаду міністра освіти. Був прихильником республіканської форми правління, що мала давні історичні традиції у Венеції. Тому після приєднання республіки до монархічного П'ємонту не давав на це згоди і вийшов у відставку. Невдовзі розпочалось військове придушення венеційської республіки арміями Австрії.
Профранцузькі налаштований Манін не прагнув поєднання з П'ємонтом і королем Савойського дому, розраховуючи на підтримку уряду Франції. Під політичним тиском у новому уряді він поступився більшості і пішов на з'єднання краю під проводом короля П'ємонту за умови створення єдиної Італії в майбутньому. Поєднані сили П'ємонту зазнали поразки від австрійських вояків під Кустоцою і сардинський уряд уклав перемир'я з австріяками за умови збереження колоніальної влади Австрії у Ломбардії і Венеції. У Венеції це розцінили як зраду і намагалися покарати смертю комісарів-представників П'ємонту. Їх життя врятував своєю владою Манін, хоча був на боці розгніваних венеційських патріотів. Відбулись народні збори зі створенням нового уряду (триумвірат) на чолі з Даніелє Манін.
Даніелє Манін у серпні 1848 р. отримав повноваження диктатора для рятування новоствореної республіки. За дорученням Маніна Томмазео відбув у Париж для перемов і отримання допомоги і підтримки венеційських повстанців. Уряд Франції вів власну політичну гру і не підтримав венеційську республіку.

## У еміграції
Республіка святого Марка зазнала поразки. Манін вимушено здав владу за умов еміграції всіх членів венеційського уряду. Томмазео, у котрого були важкі проблеми із зором, трохи раніше відбув на остів Корфу. Монархічний уряд П'ємонту двічі пропонував Томмазео катедру у Туринському університеті, намагаючись таким чином купити схильність політика, але республіканські налаштований Ніколо Томмазео відмовився як від катедри, так і від посади королівського сенатора.

## Повернення до Італії. Останні роки
1854 року він повернувся до Італії, декотрий час мешкав у місті Турин.1857 року перебрався до Флоренції. 
Він так і залишився на позиціях особи, що не бажала об'єднання дрібних італійських князівств під гегемонією монархічної савойської династії. В останні роки життя Ніколо Томмазео працював як лінгвіст над створенням «Словника італійської мови». Республіканські переконання науковця і колишнього політичного діяча дивно перепліталися у нього з підтримкою католицької церкви, інституту середньовічного і феодального за спрямуванням.
Історія багато чого розставила по відповідним місцям. Монархія в об'єднаній Італії протрималась недовго. Італія таки стане республікою.
Ніколо Томмазео помер у Флоренції. На його спомин низка вулиць у різних містах названа на честь Томмазео.